# PNV Waasland
PNV Waasland – belgijski męski klub siatkarski z Bazel założony w 2000 roku. Obecnie występuje w Belgijskiej Lidze Siatkówki.